# 기르사노프 정리
확률론에서 기르사노프 정리(Girsanov theorem)는 측도의 변화에 따라 확률 과정이 어떤 식으로 변하는지에 대해 설명하는 정리이다.

## 정의
확률공간 {\displaystyle (\Omega ,{\mathcal {F}},\mathbb {P} )}와 위너 과정을 따르는 확률 변수 {\displaystyle W_{t}}, 그리고 여과 {\displaystyle {\mathcal {F}}_{t}^{W}}에 순응하는 가측 함수 {\displaystyle X_{t}}가 있다고 가정하자. 만약 {\displaystyle X_{0}=0}일 경우 다음이 성립한다.
{\displaystyle Z_{t}={\mathcal {E}}(X)_{t}\,}
여기서 {\displaystyle {\mathcal {E}}(X)}는 {\displaystyle X}의 {\displaystyle W}에 대한 돌레앙 지수(영어: Doléans exponential)이며 다음과 같이 정의한다.
{\displaystyle {\mathcal {E}}(X)_{t}=\exp \left(X_{t}-{\frac {1}{2}}[X]_{t}\right)}
여기서 {\displaystyle [X]}는 {\displaystyle X}의 이차변동성을 나타낸다.
따라서 {\displaystyle Z_{t}}는 항상 양의 값을 갖는 국소 마팅게일(local martingale)이며, 확률공간 {\displaystyle (\Omega ,{\mathcal {F}})}에 대해 다음과 같은 라돈-니코딤 도함수를 갖는 새로운 확률 측도 {\displaystyle \mathbb {Q} }를 정의할 수 있다.
{\displaystyle {\frac {d\mathbb {Q} }{d\mathbb {P} }}|_{{\mathcal {F}}_{t}}=Z_{t}={\mathcal {E}}(X)_{t}}
이 경우 만약 어떤 확률과정 {\displaystyle Y_{t}}가 확률 측도 {\displaystyle \mathbb {P} } 하에서 마팅게일이라면 아래와 같이 정의된 확률과정 {\displaystyle {\tilde {Y}}_{t}}는 여과확률공간 {\displaystyle (\Omega ,{\mathcal {F}},{\mathcal {F}}_{t},\mathbb {Q} )}의 국소 마팅게일이다.
{\displaystyle {\tilde {Y}}_{t}=Y_{t}-\left[Y,X\right]_{t}}

## 응용
금융공학에서, 기르사노프 정리는 실제 측도(physical measure)로부터 위험중립측도를 도출해내는 데 사용되며, 이렇게 도출한 위험중립측도는 파생상품의 가치를 계산하는 과정에서 매우 유용하게 쓰인다. 위험중립측도를 활용한 가격 결정 방법 가운데 대부분은 자산 가격이 위너 과정을 따른다고 가정하기 때문에, 확률 과정이 위너 과정이라는 특수한 경우에 대해서만 이 정리를 증명하더라도 실제로 활용하는 데 큰 문제가 없다.

## 역사
카자흐스탄 태생의 수학자 이고리 블라디미로비치 기르사노프(러시아어: И́горь Влади́мирович Гирсанов)가 1960년에 발표하였다.